# باورهای نوین زمین تخت

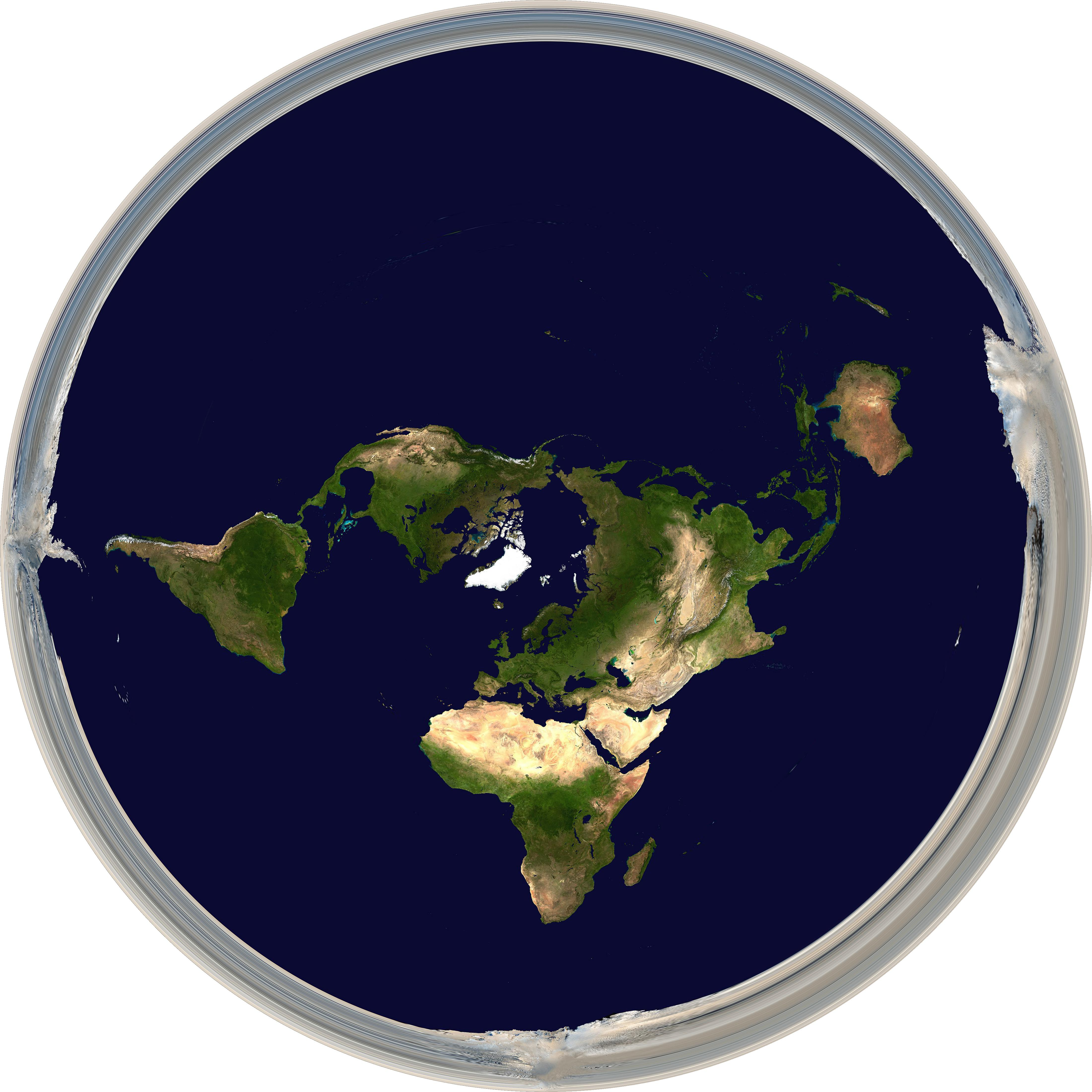
پیش‌بینی‌های کره مانند برآمدگی هم‌فاصله همسان به‌عنوان تصاویری از مدل زمین تخت انتخاب شده‌اند که قطب جنوب را به‌عنوان یک دیوار یخی در اطراف یک زمین دیسک‌شکل به تصویر می‌کشد.

بیست و دو تصویر از زمین توسط ماهواره DSCOVR از فضا گرفته شده است. دیدگاه علمی معاصر و قابل مشاهده از زمین به‌عنوان یک کره کروی در حال چرخش، که باورمندان به زمین تخت به رقابت می‌پردازند.

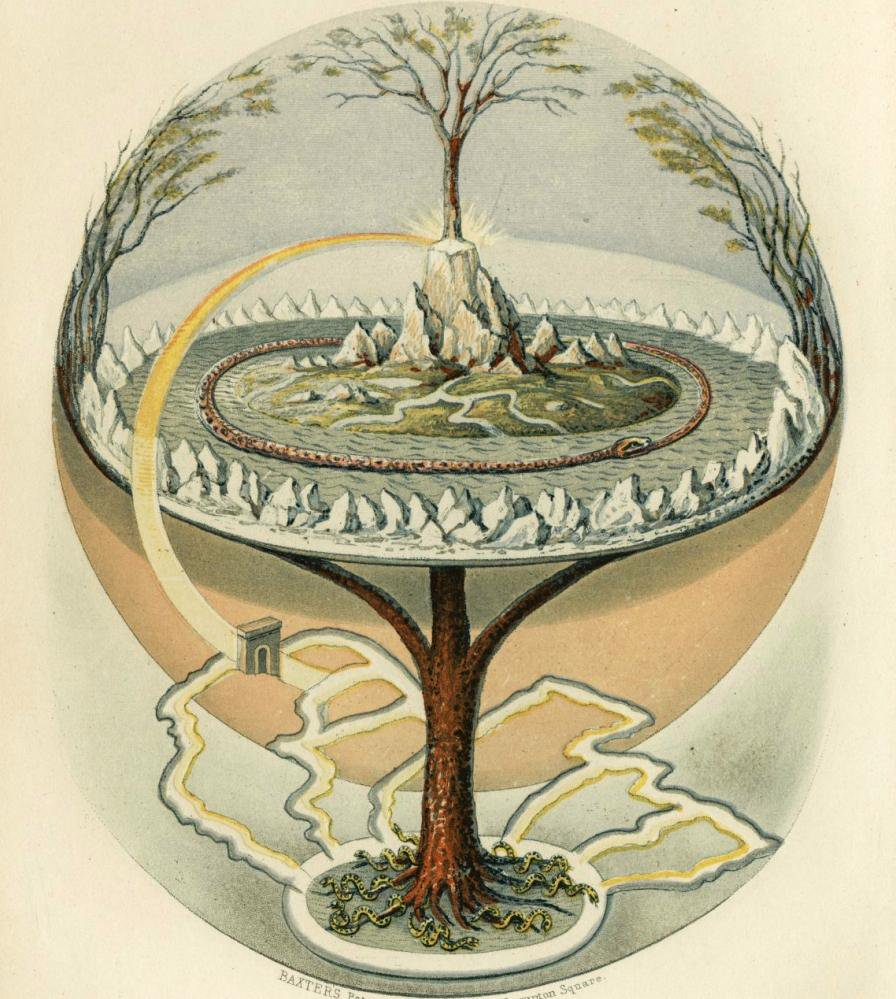
یک توصیف از ایگدراس نورس در ۱۸۴۷ ایسلند - درخت زندگی نشان می دهد زمین در سطح صلب تخت است و با نیم کره زیرزمین و نیم کره سماوی محافظ (گنبد مینا) در مجموع کروی است یعنی هم تخت است هم کروی. در این باور اطراف زمین تخت قله قاف و در پشت آن لایه ها و قاره های دیگری وجود دارد.

باورهای نوین زمین تخت توسط سازمان‌ها و افرادی ترویج می‌شود که برخلاف بیش از دو هزار سال اجماع علمی، از تخت بودن زمین حمایت می‌کنند و در عین حال کروی بودن زمین را انکار می‌کنند. باورهای زمین تخت شبه‌علم هستند. فرضیه‌ها و ادعاها مبتنی بر دانش علمی نیستند. طرفداران زمین تخت توسط متخصصان فلسفه و فیزیک به‌عنوان منکران علم طبقه‌بندی می‌شوند.
قدمت گروه‌های زمین تخت دوران نوین به میانه‌های سده بیستم می‌رسد. برخی از طرفداران جدی هستند و برخی نه. کسانی که جدی هستند اغلب با انگیزه مذهب یا تئوری‌های توطئه انگیزه دارند. از طریق استفاده از رسانه‌های اجتماعی، تئوری‌های زمین تخت به‌طور فزاینده‌ای توسط افراد غیر وابسته به گروه‌های بزرگتر مورد حمایت و ترویج قرار گرفته است. بسیاری از باورمندان از رسانه‌های اجتماعی برای انتشار نظرات خود استفاده می‌کنند.

## مشکلات باور به زمین تخت
انواع مختلف مشاهدات انجام شده در سطح زمین، در حال پرواز یا در مدار، شواهد تجربی از شکل تقریباً کروی زمین ارائه می‌دهند. از جمله آثار و پدیده‌هایی که می‌توان با چرخش زمین به دور خورشید توضیح داد و اگر زمین صاف و ساکن باشد اصلاً معنی ندارد، دیدن اجرام دور از سطح زمین است. ماه گرفتگی؛ خورشید گرفتگی؛ ظهور ماه؛ رصد آسمان از ارتفاع؛ رصد ستارگان ثابت و معین از مکان‌های مختلف؛ رصد خورشید؛ ناوبری سطحی؛ اعوجاج شبکه در یک سطح کروی؛ اختلاف ستارگان آسمان در نیمکره شمالی و جنوبی؛ سیستم‌های آب و هوا؛ جاذبه زمین؛ وجود ماهواره ها؛ چرخش ایستگاه بین‌المللی فضایی و تکنولوژی نوین.

## سدهٔ ۱۹ و اوایل سدهٔ ۲۰
برخلاف تصور رایج که تا چند صد سال پیش به‌طور کلی تصور می‌شد زمین تخت است، کروی بودن زمین حداقل از دوره هلنیستی (۳۲۳ پ.م. تا ۳۱ پیش از میلاد) به‌طور گسترده در جهان غرب (و عموماً توسط محققان) پذیرفته شده است. تا سدهٔ ۱۹ بود که مفهوم زمین تخت دوباره زنده شد.

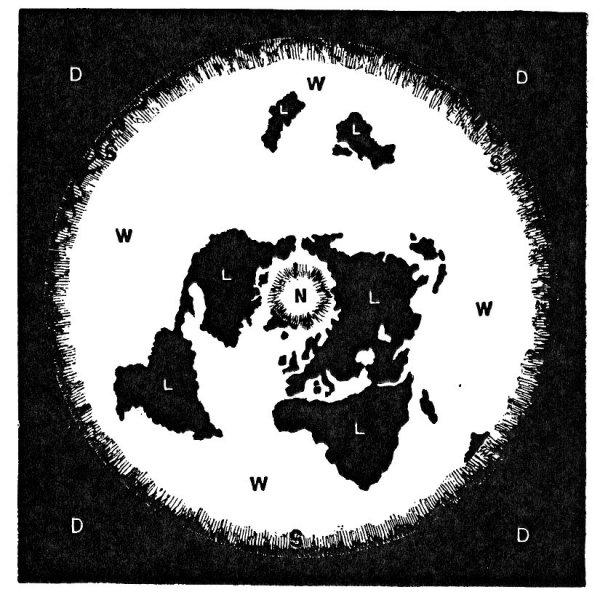
نقشه زمین تخت روباتام

باور نوین زمین تخت از نویسنده انگلیسی ساموئل روباتام (۱۸۱۶–۱۸۸۴) سرچشمه گرفته است. روباتام بر اساس نتایج حاصل از آزمایش خود در سطح بدفورد در سال ۱۸۳۸، جزوه‌ای را در سال ۱۸۴۹ با عنوان نجوم زتتیک منتشر کرد که با نام مستعار «پارالاکس» نوشت. او بعداً این را در کتاب زمین نه یک کره گسترش داد و پیشنهاد کرد که زمین یک دیسک صاف است که در مرکز قطب شمال قرار دارد و در امتداد لبه جنوبی آن توسط دیواری از یخ، قطب جنوب محدود شده است. روباتام همچنین باور داشت که خورشید و ماه ۳٬۰۰۰ مایل (۴٬۸۰۰ کیلومتر) هستند بالاتر از زمین و اینکه «کیهان» ۳٬۱۰۰ مایل (۵٬۰۰۰ کیلومتر) بود بالاتر از زمین قرار دارد. او همچنین جزوه‌ای با عنوان ناسازگاری نجوم مدرن و مخالفت آن با کتاب مقدس منتشر کرد که در آن استدلال می‌کرد که «کتاب مقدس، در کنار حواس ما، از این ایده حمایت می‌کند که زمین تخت و غیرقابل حرکت است و این حقیقت اساسی نباید برای مدتی کنار گذاشته شود. سیستمی که صرفاً بر اساس حدس و گمان انسان است.»
روباتام و پیروانی مانند ویلیام کارپنتر با استفاده موفق از شبه‌علم در مناظرات عمومی با دانشمندان برجسته‌ای مانند آلفرد راسل والاس مورد توجه قرار گرفتند. روباتام یک انجمن Zetetic در انگلستان و نیویورک ایجاد کرد و بیش از هزار نسخه از Zetetic Astronomy را ارسال کرد. والاس آزمایش Bedford Level را در سال ۱۸۷۰ تکرار کرد و شکست اتمسفر را تصحیح کرد و زمین کروی را نشان داد.
در سال ۱۸۷۷، همپدن کتابی با عنوان کتاب راهنمای جدیدی از کیهان‌شناسی کتاب مقدس تولید کرد. روباتام همچنین مطالعاتی انجام داد که نشان می‌داد اثرات کشتی‌هایی که در زیر افق ناپدید می‌شوند را می‌توان با قوانین چشم‌انداز در رابطه با چشم انسان توضیح داد. در سال ۱۸۸۳، او انجمن‌های زتتیک را در انگلستان و نیویورک تأسیس کرد که هزار نسخه از نجوم زتتیک را به آن‌ها ارسال کرد.
پس از مرگ روبوثام، لیدی الیزابت بلونت در سال ۱۸۹۳ انجمن جهانی زتتیک را تأسیس کرد که هدف آن «تبلیغ دانش مربوط به کیهان‌شناسی طبیعی در تأیید کتاب مقدس، بر اساس تحقیقات علمی عملی» بود. انجمن مجله‌ای به نام The Earth Not a Globe Review منتشر کرد که به قیمت دو پنس فروخته شد و تا اوایل سده بیستم فعال باقی ماند. یک مجله زمین تخت، زمین: مجله ماهانه حس و علم، میان سال‌های ۱۹۰۱ و ۱۹۰۴ منتشر شد و توسط لیدی بلونت ویرایش شد. او باورمند بود که کتاب مقدس مرجع بی چون و چرای جهان طبیعی است و استدلال می‌کرد که نمی‌توان مسیحی بود و باور داشت که زمین یک کره است. اعضای مشهور شامل EW Bullinger از انجمن کتاب مقدس سه‌گانه، ادوارد هاتون، مدیر ارشد علوم طبیعی در کالج ترینیتی دوبلین و یک اسقف اعظم بود. او آزمایش‌های روباتام را تکرار کرد و آزمایش‌های متضاد ایجاد کرد، اما علاقه پس از جنگ جهانی اول کاهش یافت. انجمن جهانی زتتیک «در سال‌های ۱۹۵۶، ۱۹۷۲ و ۲۰۰۴ تحت نام‌های مختلف احیا شد». این جنبش باعث ایجاد چندین کتاب شد که برای زمینی صاف و ثابت بحث می‌کردند، از جمله Terra Firma نوشته دیوید واردلاو اسکات.
دیگر زمین‌های تخت قابل توجه در این دوره زمانی عبارتند از:
- ویلیام کارپنتر، چاپگری که اصالتاً اهل گرینویچ بود، از حامیان روباتام بود. کارپنتر از سال ۱۸۶۴ کتاب «آزمایش نجوم نظری و آشکار - اثبات اینکه زمین یک کره نیست» را در هشت قسمت با نام عقل سلیم منتشر کرد. او بعداً به بالتیمور مهاجرت کرد، جایی که در سال ۱۸۸۵ صد دلیل بر این که زمین یک کره نیست منتشر کرد او نوشت: «رودخانه‌هایی هستند که صدها مایل به سمت سطح دریا جریان دارند بدون اینکه بیش از چند فوت سقوط کنند. - به ویژه، نیل، که در هزار مایل، فقط یک پا سقوط می‌کند. وسعت سطحی به این وسعت با ایده تحدب زمین کاملاً ناسازگار است؛ بنابراین، این یک دلیل معقول است که زمین یک کره نیست، و همچنین: «اگر زمین یک کره بود، یک کره مدل کوچک بهترین خواهد بود.» - چون واقعی‌ترین – چیزی که دریانورد با خود به دریا ببرد. اما چنین چیزی معلوم نیست: با چنین اسباب بازی به‌عنوان راهنما، دریانورد کشتی خود را به‌طور یقین خراب می‌کند! این دلیلی بر این است که زمین یک کره نیست.»
- جان جاسپر، برده‌ای آمریکایی که به واعظی پرکار و دوست کارپنتر تبدیل شد، احساسات دوستش را در مشهورترین موعظه خود «خورشید حرکت می‌کند» که بیش از ۲۵۰ بار موعظه شد، همیشه با دعوت، تکرار کرد. جاسپر در گزارشی مکتوب از خطبه‌اش، که در ریچموند ویگ در ۱۹ مارس ۱۸۷۸ منتشر شد، می‌گوید که مکرراً به آیه «چهار فرشته را دیدم که در چهار گوشهٔ زمین ایستاده‌اند»[۱۹] استناد می‌کرد و با بحث و جدل ادامه می‌داد: پس ما در زمینی چهار گوشه زندگی می‌کنیم، پس دوستان من به من بگویید چگونه به نام خدا زمینی با چهار گوش گرد می‌شود؟ او در همان مقاله چنین استدلال می‌کند: «اگر زمین مانند دیگرانی باشد که نظریه‌ای متفاوت دارند و در آن طرف ساکن باشند، آن‌ها مجبورند مانند مگس‌ها روی سقف اتاق راه بروند و پاهایشان به سمت بالا باشد.»[۲۰]
- در براکپورت، نیویورک، در سال ۱۸۸۷، MC Flanders به مدت سه شب در مورد یک زمین تخت علیه دو جنتلمن علمی که از کرویت دفاع می‌کردند بحث کرد. پنج شهروند انتخاب شده به‌عنوان داور در پایان به اتفاق آرا به یک زمین تخت رای دادند. این مورد در دموکرات براکپورت گزارش شد.[۲۱]
- جوزف دبلیو. هولدن از مین، قاضی سابق صلح، سخنرانی‌های متعددی در نیوانگلند ایراد کرد و در نمایشگاه کلمبیا در شیکاگو در مورد نظریه زمین تخت سخنرانی کرد. شهرت او به کارولینای شمالی رسید، جایی که هفته‌نامه استیتسویل Landmark در مرگ او در سال ۱۹۰۰ نوشت: «ما به این دکترین پایبند هستیم که خود زمین تخت است و از اینکه متوجه شدیم یکی از اعضای ما مرده است، بسیار متأسفیم.»[۲۲]
- در سال ۱۸۹۸، جاشوا اسلوکام در حین گردش انفرادی خود در جهان، با گروهی از زمین‌های تخت در دوربان، آفریقای جنوبی مواجه شد. سه بوئر که یکی از آنها روحانی بود، جزوه‌ای به اسلوکام ارائه کردند که در آن تلاش کردند ثابت کنند که جهان تخت است. پل کروگر، رئیس جمهوری ترانسوال، همین دیدگاه را مطرح کرد: «منظور شما دور دنیا نیست، غیرممکن است! منظورت در دنیاست غیرممکن است!»
- از سال ۱۹۱۵ تا ۱۹۴۲ ویلبر گلن وولیوا، که در سال ۱۹۰۶ کلیسای کاتولیک مسیحی، یک فرقه پنطیکاستی که یک جامعه آرمان‌شهری را در صهیون، ایلینویز تأسیس کرد، در اختیار گرفت، دکترین زمین تخت را موعظه کرد. او از یک عکس دوازده-مایل (۱۹-کیلومتر) خط ساحلی در دریاچه وینباگو، ویسکانسین، سه فوت (۹۱ سانتیمتر) بالای خط آب برای اثبات نظر خود. هنگامی که کشتی هوایی <i id="mwvw">ایتالیا</i> در سال ۱۹۲۸ در یک سفر به قطب شمال ناپدید شد، او به مطبوعات جهان هشدار داد که از لبه جهان عبور کرده است. او جایزه‌ای ۵۰۰۰ دلاری (۹۸۵۹۰ دلار در سال ۲۰۲۲) برای اثبات اینکه زمین تحت شرایط خودش تخت نیست، پیشنهاد کرد.[۲۳] آموزش زمین کروی در مدارس صهیون ممنوع شد و این پیام در ایستگاه رادیویی WCBD او مخابره شد.[۲۴]
- همراه با کسانی که از او پیروی کردند، فرانک چری (متوفی ۱۹۶۳)، بنیانگذار مذهب عبری سیاه اسرائیل، وجود یک زمین تخت «محاطره شده توسط سه لایه بهشت» را آموزش داد.

## انجمن بین‌المللی پژوهش‌های زمین تخت

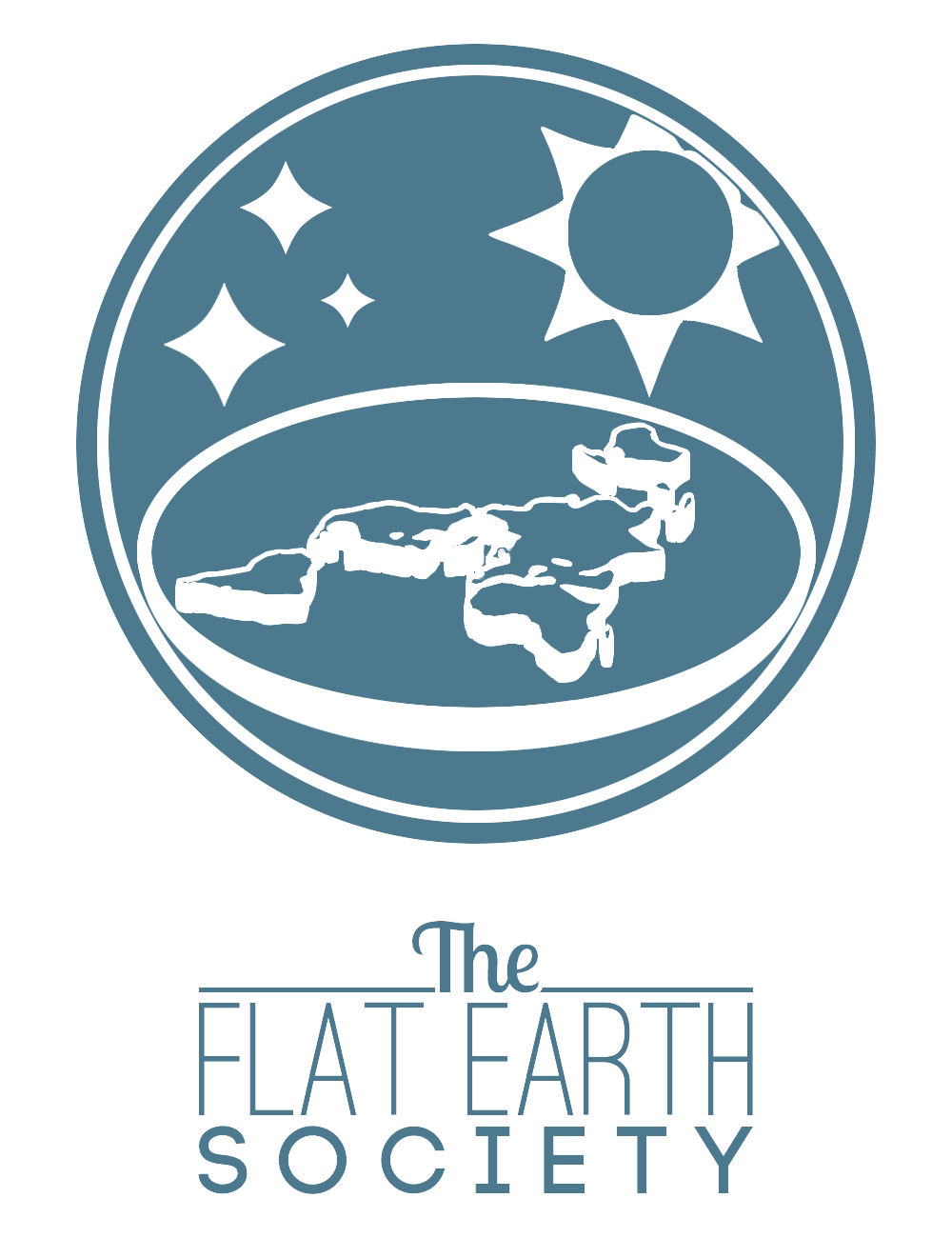
لوگوی انجمن زمین تخت

در سال ۱۹۵۶، ساموئل شنتون انجمن بین‌المللی تحقیقات زمین تخت را که بیشتر به عنوان «انجمن زمین تخت» شناخته می‌شود، به عنوان جانشین انجمن جهانی زتتیک ایجاد کرد و آن را به عنوان «منشی سازمان‌دهی» از خانه‌اش در دوور انگلستان اداره کرد. با توجه به علاقه شنتون به علم و فناوری جایگزین، تأکید بر استدلال‌های مذهبی کمتر از جامعه پیشین بود. این درست پیش از پرتاب نخستین ماهواره مصنوعی توسط اتحاد جماهیر شوروی به نام اسپوتنیک بود. او پاسخ داد: «آیا حرکت به دور جزیره وایت کروی بودن آن را ثابت می‌کند؟ برای آن ماهواره‌ها هم همین‌طور است.»
هدف اصلی او این بود که به کودکان پیش از اینکه دربارهٔ زمین کروی متقاعد شوند، دسترسی پیدا کند. با وجود تبلیغات فراوان، مسابقه فضایی حمایت شنتون در بریتانیا را تا سال ۱۹۶۷ از میان برد، زمانی که او به دلیل برنامه آپولو شروع به معروف شدن کرد. هنگامی که تصاویر ماهواره‌ای زمین را به صورت یک کره نشان می‌دادند، شنتون اظهار داشت: «به راحتی می‌توان دید که چگونه یک عکس مانند آن می‌تواند چشم آموزش ندیده را فریب دهد.» او بعداً در مورد عکس‌های مشابهی که توسط فضانوردان گرفته شده است سؤال شد، او خمیدگی را به استفاده از لنزهای زاویه باز نسبت داد و افزود: «این یک فریب عمومی است و درست نیست».
در سال ۱۹۶۹، شنتون، الیس هیلمن، مدرس پلی تکنیک شرق لندن را متقاعد کرد تا پس از تلاش برای متقاعد کردن ادن توماس، رئیس سابق، به سمت ریاست انجمن زمین تخت برود. اما شواهد کمی دال بر فعالیت او تا پس از مرگ شنتون وجود دارد، زمانی که او بیشتر کتابخانه شنتون را به آرشیو بنیاد علمی تخیلی که در تأسیس آن کمک کرد اضافه کرد.

گزارش‌های تاریخی و تاریخ گفتاری به ما می‌گویند که بخش زمین ممکن است مربع بوده باشد، همه در یک زمان در یک توده، در آن زمان مانند اکنون، شمال مغناطیسی مرکز است. رویدادهای فاجعه آمیز گسترده و لرزش بدون شک زمین را از هم جدا کرد، سرزمین را به قاره‌ها یا جزایر فعلی ما تقسیم کرد که امروزه وجود دارند. یک چیزی که ما به‌طور قطع در مورد این جهان می‌دانیم … جهان مسکونی شناخته شده، جهان مسطح، سطح، یک جهان دشت است.

– بروشور نوشته چارلز کی جانسون، ۱۹۸۴.
شنتون در سال ۱۹۷۱ درگذشت. چارلز کی جانسون، خبرنگاری از کالیفرنیا، بخشی از کتابخانه شنتون را از همسر شنتون به ارث برد. او ادغام شد و رئیس انجمن بین‌المللی تحقیقات زمین تخت آمریکا و کلیسای مردمی میثاق در کالیفرنیا شد. طی سه دهه بعد، تحت رهبری او، انجمن زمین تخت به ۳۵۰۰ عضو افزایش یافت.
جانسون سال‌ها به بررسی مطالعات تئوری‌های زمین تخت و گرد پرداخت و شواهدی مبنی بر توطئه علیه زمین تخت ارائه کرد: «ایده یک کره در حال چرخش تنها یک توطئه اشتباه است که موسی، کلمب و FDR همگی با آن مبارزه کردند. . " مقاله او در سال ۱۹۸۰ در مجله Science Digest منتشر شد. در ادامه آمده است: «اگر کره باشد، سطح آب بزرگ باید منحنی باشد. جانسون‌ها سطوح دریاچه تاهو و دریای سالتون را بدون تشخیص انحنا بررسی کرده‌اند.»
جانسون انتشارات بسیاری منتشر کرد و تمام درخواست‌های عضویت را مدیریت کرد. مشهورترین نشریه Flat Earth News، فصلنامه چهار صفحه‌ای بود. جانسون هزینه این انتشارات را از طریق حق‌الزحمه سالانه اعضا به مبلغ ۸ تا ۱۰ دلار آمریکا در طول دوره رهبری خود پرداخت کرد. جانسون به خاطر باورهای خود از کتاب مقدس استناد کرد و دانشمندان را به‌عنوان فریبکاری می‌دید که دین را با علم جایگزین می‌کند.
جدیدترین مدل سیاره انجمن زمین تخت این است که بشریت روی یک دیسک زندگی می‌کند که قطب شمال در مرکز آن قرار دارد و ۱۵۰-فوت-high (۴۶-متر) دیوار یخی، قطب جنوب، در لبه بیرونی. نقشه به دست آمده شبیه نماد سازمان ملل متحد است که جانسون از آن به‌عنوان مدرکی برای موقعیت خود استفاده کرد. در این مدل، خورشید و ماه هر کدام ۳۲ مایل (۵۱ کیلومتر) در قطر.
انجمن زمین تخت با سخنرانی علیه دولت ایالات متحده و همه آژانس‌های آن، به‌ویژه ناسا، اعضای خود را جذب کرد. بسیاری از ادبیات جامعه در روزهای اولیه خود بر تفسیر کتاب مقدس به معنای تخت بودن زمین متمرکز بود، اگرچه آنها سعی کردند توضیحات و شواهد علمی ارائه دهند.

### نقد
یوگنی اسکات این گروه را نمونه‌ای از "الهیات افراطی کتاب مقدس-لفظی اللفظی " نامید: زمین صاف است زیرا کتاب مقدس می‌گوید بدون توجه به آنچه علم به ما می‌گوید صاف است.
به گفته برخی از زمین‌های تخت، انجمن زمین تخت یک سازمان تحت کنترل دولت است که هدف واقعی آن طرح ادعاهای مضحک در مورد زمین تخت و در نتیجه بی‌اعتبار کردن جنبش زمین تخت است.

### کاهش و راه‌اندازی دوباره
به گفته چارلز کی جانسون، اعضای گروه تحت رهبری او به ۳٬۵۰۰ نفر افزایش یافت، اما پس از آتش‌سوزی در خانه او در سال ۱۹۹۷ که تمام سوابق و تماس‌های اعضای جامعه را از میان برد، شروع به کاهش کرد. همسر جانسون که به مدیریت پایگاه داده عضویت کمک کرد، اندکی پس از آن درگذشت. جانسون خود در ۱۹ مارس ۲۰۰۱ درگذشت.
در سال ۲۰۰۴، دانیل شنتون (بدون رابطه با ساموئل) انجمن زمین تخت را احیا کرد و آن را در اطراف یک انجمن گفتگوی مبتنی بر وب قرار داد. او باورمند است که هیچ‌کس مدرکی مبنی بر تخت نبودن جهان ارائه نکرده است.
این در نهایت منجر به راه‌اندازی دوباره رسمی انجمن در اکتبر ۲۰۰۹، و ایجاد یک وب سایت جدید، شامل مجموعه‌ای عمومی از ادبیات زمین تخت و یک ویکی شد. علاوه بر این، انجمن برای نخستین بار از سال ۲۰۰۱ شروع به پذیرش اعضای جدید کرد، و توماس دالبی نوازنده نخستین کسی بود که به انجمن تازه تشکیل شده پیوست. تا تاریخ ژوئیه ۲۰۱۷، بیش از ۵۰۰ نفر عضو شده بودند.
در سال ۲۰۱۳، بخشی از این جامعه جدا شد و یک گروه جدید مبتنی بر وب تشکیل داد که دارای یک انجمن و ویکی نیز بود.

## در هر کشور

### کانادا
انجمن زمین تخت کانادا در ۸ نوامبر ۱۹۷۰ توسط فیلسوف لئو فراری، نویسنده ریموند فریزر و شاعر آلدن نولان تأسیس شد. و تا سال ۱۹۸۴ فعال بود. آرشیو آن در دانشگاه نیوبرانزویک نگهداری می‌شود.
اهدافشان که خود را «سیاره‌گرایان» می‌نامند با دیگر جوامع زمین تخت کاملاً متفاوت بود. آنها ادعا می‌کردند که مشکل غالب عصر فناوری جدید، تمایل مردم به پذیرش نظریه‌های «در مورد ایمان کور و رد شواهد حواس خود» است. قصد تقلبی انجمن در نوشته‌های فراری ظاهر شد، زیرا او همه چیز را از جنسیت گرفته تا نابرابری نژادی در مدل کروی و کروی زمین نسبت داد. فراری حتی ادعا کرد که تقریباً از «لبه» زمین در بریمستون هد در جزیره فوگو سقوط کرده است.
فراری به‌عنوان یک «متخصص» در سال ۱۹۹۰ در فیلم تخت زمین در جستجوی لبه توسط Pancake Productions مصاحبه شد (اشاره به عبارت «به اندازه یک پنکیک صاف»). در راهنمای مطالعه همراه، فراری به‌عنوان یک «گلوبولاریست» معرفی شده است، واژه‌ای غیرمعمول برای کسی که باور دارد زمین کروی است. هدف واقعی فیلم، که بخشی از بودجه آن توسط شورای هنری انتاریو و هیئت ملی فیلم کانادا تأمین شد، ارتقای تفکر انتقادی و سواد رسانه‌ای دانش‌آموزان با «[تلاش] برای اثبات قانع‌کننده، چیزی بود که همه می‌دانستند. دروغ گفتن.»

#### راه‌اندازی دوباره
هنرمند چندرسانه‌ای، کی برنز، انجمن زمین تخت کانادا را به‌عنوان پروژه‌ای هنری با شخصیت تغییردهنده‌اش آیریس تیلور به‌عنوان رئیس آن بازسازی کرد. برنز نصبی با عنوان موزه زمین تخت ایجاد کرد که شامل برخی از مصنوعات گروه ۱۹۷۰ بود. در سال ۲۰۱۶ در کافه Flat Earth Outpost در Shoal Bay، نیوفاندلند به نمایش گذاشته شد.

### ایتالیا
در ایتالیا هیچ جوامع متمرکزی بر روی زمین تخت وجود ندارد. با این حال، از دهه ۲۰۱۰، گروه‌های کوچکی از نظریه‌پردازان توطئه که جلساتی را برگزار می‌کنند، شروع به ظهور و گسترش نظریه‌های زمین تخت کردند. از جمله کالوژرو گرکو، آلبینو گالوپینی و آگوستینو فاواری، که در سال‌های ۲۰۱۸ تا ۲۰۱۹ جلسات متعددی را در پالرمو، سیسیل، با قیمت ورودی ۲۰ یورو ترتیب دادند.
از جمله ادعاهای آنها می‌توان به موارد زیر اشاره کرد:
- ناسا شبیه دیزنی لند است و فضانوردان بازیگر هستند.[۶۶][۶۷]
- عکس سیاهچالهٔ عظیم آوریل ۲۰۱۹ در هسته کهکشان بیضوی فوق غول پیکر مسیه ۸۷ جعلی است.[۶۸]
- اثبات صاف بودن زمین در یک بطری پر است که اگر به صورت افقی قرار گیرد، آب هرگز منحنی نمی‌شود.[۶۹][۷۰]

علاوه بر اینها، این باور عمومی آنها است که ایالات متحده برنامه‌ای برای ایجاد یک آمریکای جدید در اروپا دارد که به روی همه باز است، جایی که تنها ارزش آن مصرف‌گرایی است و جورج سوروس یک توطئه جهانی گرایی شیطانی را فرمان می‌دهد. آنها وجود دایناسورها در گذشته، نظریه تکامل داروینی، و اقتدار جامعه علمی را رد می‌کنند و ادعا می‌کنند که دانشمندان فراماسون هستند.
رهبر سابق حزب سیاسی جنبش پنج ستاره بپه گریلو به این گروه علاقه نشان داد و اذعان کرد که روحیه آزادی بیان آنها را تحسین می‌کند و می‌خواهد در کنفرانس می ۲۰۱۹ شرکت کند. با این حال، گریلو ظاهر نشد.

## تجدید حیات عصر اینترنت
در نوامبر ۲۰۱۷ «بیش از پانصد نفر… برای شرکت در «نخستین کنفرانس زمین تخت»، در حومه رالی، کارولینای شمالی، ایالات متحده، ۲۴۹ دلار پرداخت کردند طبق یک سال ۲۰۱۸ نظرسنجی YouGov، «فقط ۶۶٪ از هزاره‌ها قاطعانه باورمندند» که زمین گرد است، با افراد مشهور (رپر بی. او. بی بسکتبالیست‌ها ، کایری اروینگ، ویلسون چندلر، دریموند گرین) از صاف بودن دفاع می‌کنند.

### تبیین‌های جامعه شناختی برای باورهای خلاف واقع
در عصر اطلاعات، در دسترس بودن فناوری ارتباطات و رسانه‌های اجتماعی مانند یوتیوب، فیس‌بوکو توییتر، انتشار اطلاعات نادرست و جذب دیگران را به سمت ایده‌های نادرست برای افراد مشهوریا غیر مشهور آسان کرده است. یکی از موضوعاتی که در این محیط رونق گرفته، موضوع زمین تخت است. این سایت‌ها ارتباط با یکدیگر و تقویت متقابل باورهای خود را برای نظریه پردازان همفکر آسان‌تر کرده‌اند. رسانه‌های اجتماعی «تأثیر همسطح‌سازی» داشته‌اند، زیرا کارشناسان نسبت به گذشته نفوذ کمتری در اذهان عمومی دارند.
یوتیوب به دلیل اجازه انتشار اطلاعات نادرست و تئوری‌های توطئه از طریق پلتفرم خود با انتقاداتی مواجه شده بود. در سال ۲۰۱۹، یوتیوب اعلام کرد که در حال ایجاد تغییراتی در نرم‌افزار خود برای کاهش توزیع ویدئوها بر اساس تئوری‌های توطئه از جمله زمین تخت است.
در مستند پشت منحنی (۲۰۱۸) (که به دنبال زمین‌های تخت نوین برجسته از جمله مارک سارجنت و پاتریشیا استیر و همچنین اخترفیزیک‌دانان و روانشناسانی است که سعی در توضیح این مد روزافزون دارند)، استاد روان‌پزشکی جو پیر به‌عنوان توضیح ارائه می‌دهد: اثر دانینگ-کروگر (پدیده‌ای که به موجب آن ناآگاهی در یک زمینه خاص باعث می‌شود افراد نتوانند جهل یا عدم توانایی خود را در آن زمینه تشخیص دهند). سوء تفاهم از مشاهده ساده؛ اقدامات شبه علمی که نمی‌توانند نتایج قابل اعتماد را از غیرقابل اعتماد جدا کنند. و یک انحراف تدریجی از واقعیت که با این باور شروع می‌شود که منابع اطلاعاتی متعارف و دولت قابل اعتماد نیستند.
به دلیل ضرورت توضیح عکس‌های زمین در فضا، مشاهدات فضانوردان، چرایی همه نهادهای بزرگ مانند دولت‌ها، رسانه‌ها، مدارس، دانشمندان و خطوط هوایی ادعا می‌کنند که جهان یک کره است و غیره، زمین‌های تخت نوین. معمولاً نوعی از تئوری توطئه را می‌پذیرند. همان‌طور که داریل ماربل، سخنران کنفرانس زمین تخت، پس از تماشای ساعت‌ها ویدیوهای توطئه یوتیوب در سندی هوک، ۱۱ سپتامبر، پرچم‌های دروغین، بیلدربرگرها، روتشیلدها، ایلومیناتی‌ها به مخاطبانش گفت: «هر چیزی شروع به ساختن خیلی بیشتر کرد. احساس، مفهوم. من قبلاً آماده دریافت کل ایده زمین تخت بودم، زیرا قبلاً به این نتیجه رسیده بودیم که در مورد بسیاری چیزهای دیگر فریب می‌خوریم؛ بنابراین مطمئناً آنها در این مورد به ما دروغ خواهند گفت.»
باور توطئه اغلب با باور محافظه‌کار مسیحی در هم آمیخته است. به گفته اینفلوئنسر اینترنتی راب اسکیبا، «انگیزه نهایی» توطئه (ادعای) یک زمین گرد در فضا، «بسیاری از ما به این باور رسیده‌ایم که خدا را پنهان می‌کنیم.» با خواندن کتاب مقدس، «وقتی متن آنچه را که نشان می‌دهد تجزیه می‌کنید، هیچ راهی وجود ندارد که بتوانید از هر چیزی در انجیل، یک کره خورشید محور در حال چرخش را به‌دست آورید.» (طبق دیدگاه نویسنده آلن بوردیک، «در سبک و ماهیت، جنبش زمین تخت پسر عموی آفرینش‌گرایی است.»)
آنها تمایل دارند به مشاهداتی که خودشان انجام نداده‌اند اعتماد نکنند و اغلب با یکدیگر بی‌اعتماد هستند یا با یکدیگر مخالف هستند. پاتریشیا استیر در پشت منحنی اعتراف کرد که باور نمی‌کرد رویدادی مانند بمب‌گذاری ماراتن بوستون واقعی باشد، مگر اینکه پای خود را منفجر کرده باشد. باورمندان به زمین تخت در این مستند همچنین به تئوری‌های توطئه در مورد واکسن‌ها، ارگانیسم‌های اصلاح‌شده ژنتیکی، دنباله‌های شیمیایی، ۱۱ سپتامبر و افراد تراجنسیتی باور داشتند. برخی می‌گویند دایناسورها و تکامل نیز جعلی هستند و هلیوسنترییسم نوعی پرستش خورشید است.
کارشناسان علمی در پشت منحنی به سوگیری تأیید به‌عنوان راهی برای حفظ یک باور خلاف واقع، با انتخاب تنها شواهد پشتیبان، و رد هرگونه شواهد تأیید کننده به‌عنوان بخشی از توطئه جهانی ادعا شده اشاره کردند.
برخی از باورمندان به زمین تخت، مانند نویسندگان ذن گارسیا و ادوارد هندری، کتاب مقدس مسیحی را به‌عنوان مدرک ذکر می‌کنند. برخی از منتقدان ایده زمین تخت، مانند ستاره‌شناس دنی آر. فاکنر، آفرینش گرایان جوان زمین هستند و تلاش می‌کنند زبان زمین تخت کتاب مقدس را توضیح دهند.
در ۳ مه ۲۰۱۸، استیون نوولا باور نوین به زمین تخت را تجزیه و تحلیل کرد و به این نتیجه رسید که علیرغم آنچه بیشتر مردم در مورد این موضوع می‌اندیشند، باورمندان در باور خود به صاف بودن زمین صادق هستند و «فقط نمی‌گویند که تا ما را به باد دهد». وی اظهار داشت که:
در نهایت این نقص اصلی زمین‌های مسطح و به‌طور کلی رد پوپولیستی مدرن از تخصص است. این یک دیدگاه هولناک ساده‌گرایانه از جهان است که (تا حدی از روی نادانی و تا حدی به دلیل استدلال انگیزه‌ای) تا پیچیدگی‌های واقعی تمدن ما را نادیده می‌گیرد. این در نهایت تنبلی، کودکانه و خودپسندانه است و در نتیجه سطح عمیقی از جهل در استدلال با انگیزه غرق می‌شود.
مایکل مارشال، فعال بدبین بریتانیایی، در کنوانسیون سالانه زمین تخت بریتانیا در تاریخ ۲۷ تا ۲۹ آوریل ۲۰۱۸ شرکت کرد و به اختلاف نظر بر سر چندین دیدگاه میان باورمندان به زمین تخت اشاره کرد. از نظر مارشال، یکی از گویاترین لحظات در این کنوانسیون، آزمون «اعتیاد به زمین تخت» بود که بر اساس چک لیستی بود که برای تعیین اینکه آیا کسی در یک فرقه است یا خیر، بدون اینکه شرکت‌کنندگان کنوانسیون متوجه احتمال بودن خود در یک فرقه شوند.

### باورها
بر اساس سخنرانان کنوانسیون زمین تخت بریتانیا ۲۰۱۸، باورمندان به زمین تخت در دیدگاه‌های خود بسیار متفاوت هستند. در حالی که بیشتر آنها در مورد زمین دیسکی شکل موافق هستند، برخی متقاعد شده‌اند که زمین الماس شکل است. علاوه بر این، در حالی که بیشتر ایمانداران به فضای بیرونی باور ندارند و هیچ‌کس باور ندارد که انسان‌ها تا به حال به آنجا سفر کرده‌اند، دیدگاه‌هایشان نسبت به جهان بسیار متفاوت است. (کنفرانس‌های بین‌المللی زمین تخت که توسط رابی دیویدسون سازماندهی شده است، وابسته به انجمن زمین تخت نیستند. به گفته دیویدسون، «زمین یک هواپیمای ثابت است که خورشید، ماه و ستارگان درون یک گنبد قرار دارند»، در حالی که انجمن زمین تخت مدلی را ترویج می‌کند که در آن زمین «دیسکی است که در فضا پرواز می‌کند» و دیویدسون «فوق‌العاده مضحک» را می‌یابد)
فیلمسازان پشت منحنی در کنفرانس دیگری برای زمین تخت شرکت کردند که در آن تعداد قابل توجهی از مردم بر این باور بودند که زمین یک صفحه بینهایت است و احتمالاً قاره‌های بیشتری فراتر از دیواره یخی مدور ادعایی قطب جنوب دارد. اعضای انجمن زمین تخت و دیگر زمین‌های تخت ادعا می‌کنند که ناسا و سایر سازمان‌های دولتی برای ساختن شواهدی مبنی بر کروی بودن زمین توطئه می‌کنند. بر پایه گسترده‌ترین نسخه نظریه زمین تخت فعلی، ناسا از دیوار یخی قطب جنوب که زمین را احاطه کرده است محافظت می‌کند. زمین‌تخت‌گرایان استدلال می‌کند که ناسا بر اساس مشاهداتی که رنگ اقیانوس‌ها از تصویری به تصویر دیگر تغییر می‌کند و به نظر می‌رسد که قاره‌ها در مکان‌های مختلفی قرار دارند، تصاویر ماهواره‌ای خود را دستکاری و ساختگی می‌کند. تصویری که علناً تداوم یافته است از طریق یک عمل در مقیاس بزرگ «تقسیم‌بندی» حفظ می‌شود، که طبق آن فقط تعدادی منتخب از افراد دربارهٔ حقیقت آگاهی دارند.
تحقیقات کارلوس دیاز رویز و توماس نیلسون در مورد استدلال‌هایی که زمینی‌های تخت به کار می‌برند، سه دسته را نشان می‌دهد که هر کدام مجموعه‌ای از باورهای خود را دارند.
جناح اول با یک درگیری مبتنی بر ایمان موافق است که در آن ملحدان از علم برای سرکوب ایمان مسیحی استفاده می‌کنند. استدلال آنها این است که آتئیست‌ها از شبه علم - تکامل، بیگ بنگ و زمین گرد - استفاده می‌کنند تا مردم را باور کنند که خدا یک ایده انتزاعی است نه واقعی. در عوض، استدلال‌های آنها از کتاب مقدس - کلمه به کلمه - برای حمایت از استدلالی استفاده می‌کنند که خدا را قادر می‌سازد واقعاً وجود داشته باشد. این جناح استدلال‌های زمین تخت را به عنوان وحیانی مطرح می‌کند. (به عنوان مثال، تفسیر تحت اللفظی مکاشفه ۷ - "من چهار فرشته را دیدم که در چهار گوشه زمین ایستاده‌اند …" - نشان می‌دهد که زمین باید چهار گوشه داشته باشد)
جناح دوم به یک توطئه فراگیر برای سرکوب دانش باور دارد. بر اساس این فرض که دانش قدرت است، توطئه زمین تخت استدلال می‌کند که گروهی سایه از «نخبگان» دانش را برای باقی ماندن در قدرت کنترل می‌کنند. از نظر آنها، دروغ گفتن در مورد ماهیت بنیادی زمین، جمعیت را به باور توطئه‌های دیگر وامی‌دارد. این جناح استدلال‌های زمین تخت را به عنوان آزادی‌بخش می‌داند.
جناح سوم باورمند است که دانش شخصی و تجربی است. آنها دانشی را که از منابع معتبر، به ویژه دانش کتابی به دست می‌آید، نادیده می‌گیرند. این جناح دوست دارند خودشان بفهمند که آیا زمین واقعاً گرد است یا تخت. از آنجا که آنها به دانش کتاب و اثبات ریاضی بی‌اعتماد هستند، این جناح باورمند است که زمین تخت است زیرا مشاهدات و تجربیات زیسته آنها باعث می‌شود که به نظر برسد که گویی روی یک سطح صاف زندگی می‌کنیم. این جناح استدلال‌های زمین تخت را به عنوان آزمایشی چارچوب بندی می‌کند.
هموطنان زمین تخت از بی‌اعتمادی و باور به اینکه ممکن است با زمین‌های گرد همسو باشند مستثنی نیستند. در پشت منحنی، شرکت‌کنندگان در کنفرانس در مورد حضور در Math Powerland با نام مستعار هشدار داده شدند مت بولان، که ویدئوهایی را منتشر کرد که مدعی بود دیگران برای سازمان سیا یا برادران وارنر کار می‌کنند. در کنفرانس زمین تخت ۲۰۱۷:
چندین سخنران به «شیل‌ها» در جامعه اشاره کردند، افرادی که ادعا می‌کردند از این نظریه حمایت می‌کنند، اما در واقع به برخی از برنامه‌های ضد جاسوسی دولت عمیق تعلق دارند که هدفشان خنده‌دار جلوه دادن جنبش است. در سال ۲۰۱۶، [اریک] دوبی، از ویدیوی «۲۰۰ اثبات»، مارک سارجنت، جران کامپانلا و دیگر چهره‌ها را «شل‌های مخالف کنترل‌شده مشکوک» خواند و سال گذشته در یک مصاحبه رادیویی کنفرانس نوامبر را «جشن شیل» نامید. حتی بوروکراسی زمین مسطح نیز مشکوک است. در پایان روز دوم کنفرانس، یکی از اعضای میزگرد به طرحی برای راه اندازی یک سازمان غیرانتفاعی برای ادامه کار اشاره کرد. این موضوع سرزنش یک زن حاضر در جلسه را به همراه داشت. او گفت: «شما مرا بیدار کردید تا اینکه شنیدم آقا می‌گوید: «دلیل اینکه ما مجبور شدیم برای به دست آوردن سازمان ۵۰۱(سی)(۳) تقلا کنیم.» «در تحقیقاتم متوجه شدم که این یک قرارداد لوسیفری است.»

### فعالیت‌های اجتماعی و تجربی شکاکان و باورمندان
سازمان‌هایی که نسبت به باورهای حاشیه‌ای بدبین هستند، گهگاه آزمایش‌هایی را برای نشان دادن انحنای محلی زمین انجام داده‌اند. یکی از آنها که توسط اعضای گروه تحقیقات مستقل انجام شد، در دریای سالتون در ۱۰ ژوئن ۲۰۱۸ نیز با حضور هواداران یک زمین تخت انجام شد و رویارویی این دو گروه توسط اکسپلورر نشنال جئوگرافیک ثبت شد. این آزمایش با موفقیت انحنای زمین را از طریق ناپدید شدن اهداف مستقر در قایق و ساحل در طول مسافت نشان داد.
مستند پشت منحنی ۲۰۱۸ دو گروه از باورمندان به زمین تخت آمریکایی را دنبال می‌کند که تلاش می‌کردند مدرک تجربی دست اولی برای این باور جمع‌آوری کنند. یک گروه از نمایش یوتیوب GlobeBusters از ژیروسکوپ لیزری حلقه‌ای برای نشان دادن عدم چرخش زمین استفاده کردند. در عوض، آنها چرخش واقعی ۱۵ درجه در ساعت زمین را شناسایی کردند، اندازه‌گیری که آن‌ها آن را رد کردند و آن‌ها را رد کردند و آن‌ها توسط دستگاهی که به‌نوعی چرخش فلک را انتخاب می‌کرد، خراب شده بود. گروه دیگری از لیزرها برای نشان دادن کشش چند مایلی آب با اندازه‌گیری فاصله میان سطح آب و پرتو لیزر در امتداد سه‌پایه عمودی، کاملاً صاف است. آنها نتوانستند پرتو را همان‌طور که انتظار داشتند تراز کنند زیرا سطح آب ساکن در واقع در فاصله اندازه‌گیری شده چندین فوت خم شده بود. آزمایش به عنوان غیر قطعی رد شد.
پشت منحنی نشان می‌دهد که چگونه باورمندان به زمین تخت به ادعاهای تأیید شده ضعیف اعتماد می‌کنند. مارک سارجنت ادعا کرد که پروازهای پروازی را برای مدت طولانی تماشا کرده است تا بررسی کند که آیا پروازهایی بین قاره‌هایی در نیمکره جنوبی انجام می‌شود که در مدل دیسکی او بسیار دورتر از کره زمین است. او ادعا کرد که چنین پروازی را ندیده است و این را به عنوان مدرکی برای مدل دیسکی در نظر گرفت. هانالور گرلینگ-دانسمور، اخترفیزیکدان کلتک، به سایت رفت و بلافاصله پروازهایی را پیدا کرد که با ادعاهای سارجنت در تناقض بود.
خورشید گرفتگی ۲۱ اوت ۲۰۱۷ باعث ایجاد ویدیوهای متعددی در یوتیوب شد که مدعی بودند نشان می‌دهند چگونه جزئیات کسوف ثابت می‌کند زمین صاف است. در سال ۲۰۱۷، «دنیای علمی و آموزشی تونس و عرب» با ارائه پایان‌نامه «زمین تخت، متحرک، جوان (تنها ۱۳۵۰۰ سال) و مرکز جهان» را ارائه کرد.
در سال ۲۰۱۸، اخترشناس یائل نازه، مناقشه بر سر مدرک دکترا را تحلیل کرد. پایان‌نامه ارائه شده توسط یک دانشجو در دانشگاه اسفاکس در تونس، که از یک زمین تخت، و همچنین یک مدل زمین مرکزی از منظومه شمسی و یک زمین جوان دفاع می‌کرد. این پایان‌نامه که توسط کمیته ناظر بر پایان‌نامه‌های مطالعات زیست‌محیطی تأیید نشده بود، در سال ۲۰۱۷ توسط حافظ عاطب، بنیانگذار انجمن نجوم تونس، در صفحه فیس بوک خود علنی و محکوم شده بود.
در مارس ۲۰۱۹، شخصیت رسانه‌های اجتماعی لوگان پل یک فیلم مستند طنز دربارهٔ زمین تخت به نام FLAT EARTH: To The Edge And Back منتشر کرد.
انجمن زمین تخت یک حساب توییتر دارد، @FlatEarthOrg. این حساب اطلاعاتی دربارهٔ گروه آنها به اشتراک می‌گذارد و ایدئولوژی‌های زمین تخت را ترویج می‌کند.

#### مایک هیوز
مایک هیوز، یک شجاع/ بدلکار، قصد داشت از یک موشک خدمه دار خانگی برای رسیدن به فضای بیرونی استفاده کند. در یک پرواز تمرینی در ۲۲ فوریه ۲۰۲۰، استقرار و جداسازی زودهنگام چتر برگشتی باعث شد موشک او بدون مانع از ارتفاع چند صد پایی سقوط کند و فوراً او را بکشد.
پس از مرگ هیوز، نماینده روابط عمومی او دارن شوستر اظهار داشت که هیوز «به زمین تخت باور نداشت» و این «یک شیرین‌کاری روابط عمومی» برای تبلیغات بود،در حالی که مایکل لین، که روی زمین کار می‌کرد مستند Rocketman: Mad Mike's Mission to Prove the Flat-Earth گفت که باور هیوز واقعی به نظر می‌رسد.

### پیامدها و واکنش‌های اجتماعی
فیلمسازان پشت منحنی با چندین نفر صحبت کردند که گفتند در نتیجه باورشان به زمین تخت شرکای عاشقانه خود را از دست داده‌اند و دیگر با بسیاری از دوستان و خانواده صحبت نمی‌کنند. یکی گفت از اینکه به او می‌گویند احمق است خسته شده است. گروه فیس بوک Flat Earth Match یک سایت دوستیابی است که توسط برخی برای یافتن شرکای عاشقانه‌ای استفاده می‌شود که این باورها را دارند. کارشناسان خاطرنشان کردند که پس از از میان رفتن پیوندهای اجتماعی با افراد خارج از جامعه زمین تخت، یکی از پیامدهای کنار گذاشتن باور زمین تخت از میان رفتن همه روابط باقی مانده است.
اسپیروس مایکلاکیس، فیزیکدان کلتک، باور داشت که دانشمندان به جای نگاه کردن از بالا به زمین‌های تخت، باید کار بهتری در آموزش حقایق علمی انجام دهند. کارشناسان مختلف علمی و پزشکی در این مستند از ارتقای سواد علمی و پرهیز از به حاشیه راندن زمین‌های تخت حمایت کردند. آنها خاطرنشان کردند که افرادی که به همه علوم، از جمله حقایق در مورد واکسن‌ها، تکامل و تغییرات آب و هوایی بی‌اعتماد هستند، تصمیمات آگاهانه ضعیفی می‌گیرند و افرادی که مهارت تفکر انتقادی را به کار نمی‌برند، می‌توانند به راحتی دستکاری شوند. آنها همچنین خاطرنشان کردند که برخی از باورمندان انگیزه اشاعه باورهای نادرست داشتند و به دلیل اینکه آنها توسط حقایق محدود نمی‌شوند، می‌توانند جهش یافته و کمتر از یک باور صرف در مورد شکل زمین بی‌ضرر شوند.